# 米倫巴赫河 (內特河支流)
51°18′37″N 6°15′16″E / 51.31028°N 6.25444°E

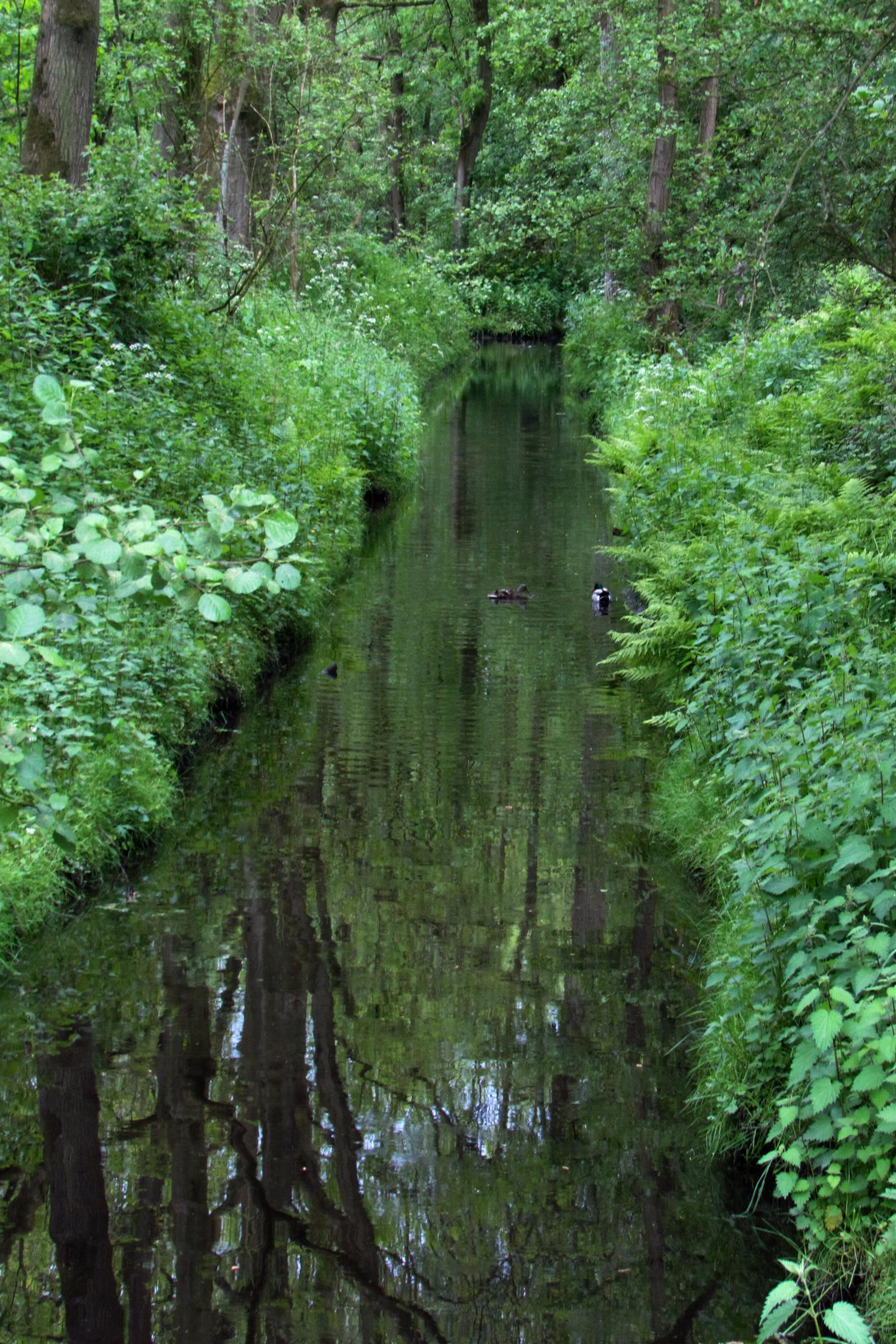
米倫巴赫河（內特河支流）

米倫巴赫河（德語：Mühlenbach），是德國的河流，位於該國西部，處於北萊茵-威斯特法倫州，屬於內特河的左支流，流經菲爾森縣，河道全長5.6公里。